# Stephen Glass
Stephen Randall Glass (* 15. září 1972, Highland Park, Illinois) je bývalý americký novinář. V letech 1995 až 1998 byl reportérem liberálního časopisu The New Republic. Jeho novinářská kariéra skončila poté, co vyšlo najevo, že publikoval zcela smyšlenou reportáž „Hack Heaven“ o mladém počítačovém hackerovi a jeho údajném útoku na servery neexistující softwarové společnosti Jukt Micronics. Následné redakční šetření ukázalo, že 27 z celkového počtu 41 textů, které Glassovi v časopisu vyšly, obsahují smyšlené citace, jména neexistujících osob či popis událostí, které se vůbec neuskutečnily.
Glassovy podvody a jejich odhalení jsou tématem americko-kanadského filmového dramatu Shattered Glass (český název Jak nezískat Pulitzera) z roku 2003. Režisérem snímku byl Billy Ray a roli Stephena Glasse v něm ztvárnil Hayden Christensen. Samotný Glass tři roky své práce v časopisu The New Republic využil jako motiv pro částečně autobiografický román The Fabulist, jehož hlavní postavu pojmenoval Stephen Aaron Glass.

## Život

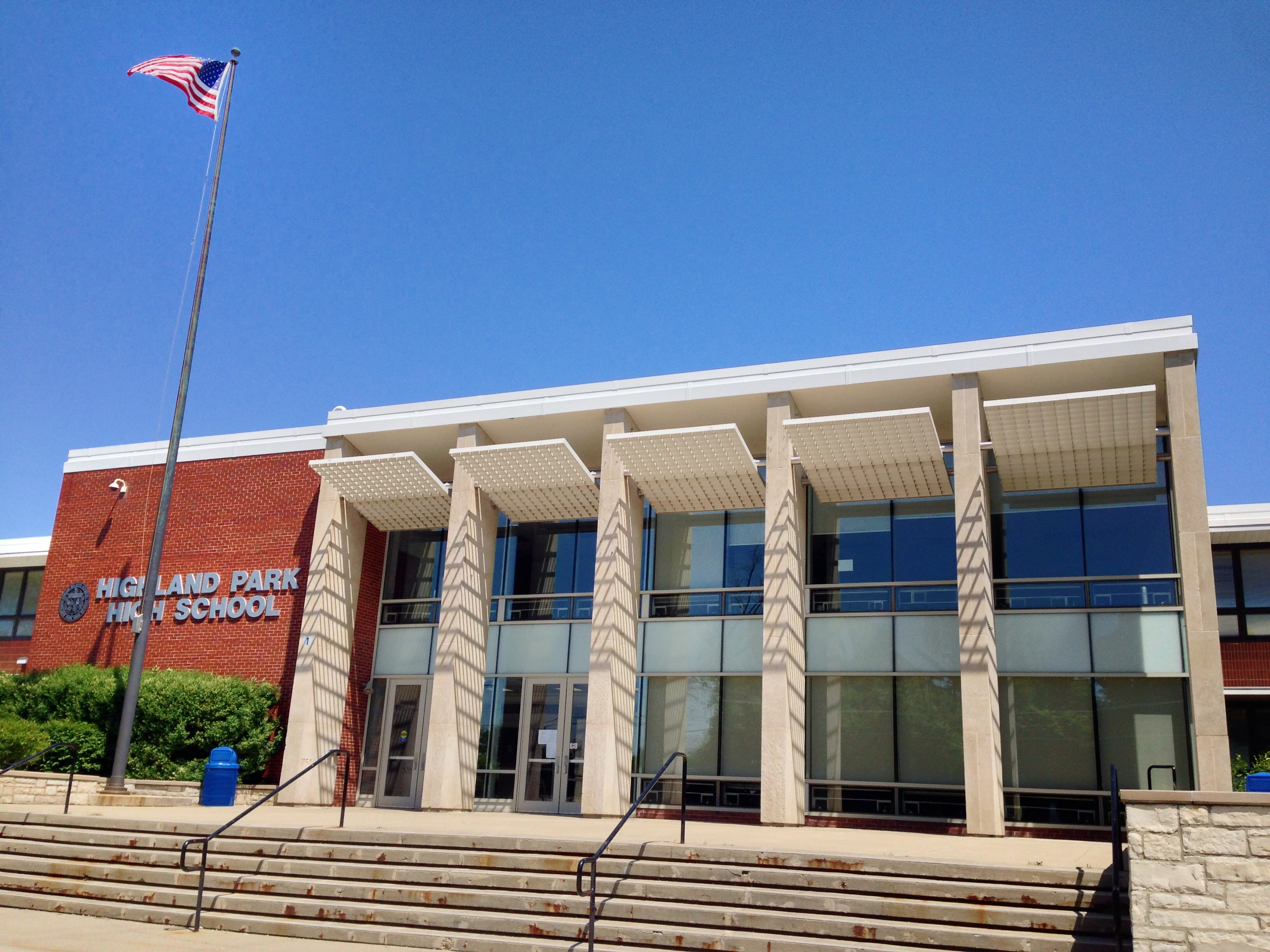
Střední škola v Highland Parku, kterou Stephen Glass navštěvoval (snímek z roku 2014)

Stephen Glass se narodil do židovské rodiny lékaře a zdravotní sestry, která žila na předměstí Highland Park severně od Chicaga ve státě Illinois. Studoval na tamní střední škole popisované americkými novináři jako „slavný skleník akademického talentu a úspěchů“, kde byli studenti svými učiteli i rodinami tlačeni k vynikajícím výsledkům, a to i v celonárodním srovnání. Soudce Richard A. Honn, který se Glassovým životem později zabýval v souvislosti s jeho žádostí o přijetí do advokátní komory, popsal Glassovo dětství jako sérii psychologických traumat pramenících z enormního tlaku, kterému byl vystaven především ze strany rodičů.
Po dokončení střední školy vystudoval Pensylvánskou univerzitu, kde zároveň působil jako šéfredaktor studentských novin The Daily Pennsylvanian. Absolvoval v roce 1994. O rok později nastoupil jako asistent do redakce časopisu The New Republic, kde se pod vedením editora Michaela Kellyho ve 23 letech rychle vypracoval na post předního reportéra. Externě přispíval rovněž do časopisů George, Rolling Stone nebo Harper's. Paralelně s novinářskou prací studoval právo na Georgetownské univerzitě.
Odhalením rozsáhlých podvodů v reportérské práci Glassova novinářská kariéra skončila. Později složil v New Yorku advokátní zkoušky, přihlášku do tamní advokátní komory však stáhl, když se ukázalo, že nemá šanci na přijetí. Následně se pokusil stát advokátem v Kalifornii, jeho žádost však komora odmítla. Glass rozhodnutí napadl a kauza se postupně dostala až k Nejvyššímu soudu státu Kalifornie. Ten v roce 2014 rozhodl, že Stephen Glass nesplňuje morální nároky pro výkon advokacie. Bývalý novinář podle soudu neprokázal, že se od kauzy skutečně polepšil, přičemž „nedostatečná integrita a otevřenost“ se projevovala i v průběhu samotného líčení. Glass pracoval jako právní asistent, k roku 2019 byl koordinátorem týmu pro zvláštní operace v advokátní kanceláři Carpenter, Zuckerman & Rowley v Beverly Hills. Spolumajitel společnosti Nicholas Rowley o něm mluví jako o „upřímném a důvěryhodném“ muži.
Stephen Glass má mladšího bratra Michaela. Navštěvoval tutéž střední školu v Highland Parku, následně vystudoval psychologii na Stanfordově univerzitě a filmovou tvorbu v New Yorku. Během studia v Palo Altu byl zavlečen do bratrovy kauzy, na žádost Stephena Glasse se po telefonu vydával za šéfa neexistující firmy.

## Smyšlené reportáže
Michael Kelly dostal během působení Stephena Glasse v časopisu na stůl přinejmenším dvě stížnosti, v nichž osoby zmiňované v reportážích upozorňovaly, že autor ve svých textech nepíše pravdu. Svému podřízenému však natolik důvěřoval, že vznesená obvinění odmítl. Jednoho ze stěžovatelů označil za „neupřímného“ a druhému napsal, že Stephenu Glassovi dluží omluvu.
Přímo v redakci vzbudila první podezření až reportáž „Spring Breakdown“ z března 1997. Pojednávala o údajné konzumaci alkoholu, kouření marihuany a sexuálních orgiích v průběhu konference mladých konzervativců v Marylandu. Glass ve svém textu tvrdil, že účastníci konference popíjeli alkohol z malých lahviček, které našli v hotelových minibarech. Předseda Americké konzervativní unie David A. Keene ovšem editora upozornil, že hotel, ve kterém se akce konala, na pokojích žádné minibary nemá. Mladý reportér se odhalení vyhnul tím, že přiznal údajnou chybu: Na pokojích podle něj nebyly minibary, ale malé pronajaté lednice. Michael Kelly si tvrzení ověřil telefonátem do hotelu. Zaměstnanci potvrdili, že je možné lednice do pokojů zajistit. Ačkoli to nevysvětlilo údajnou přítomnost alkoholu v miniaturních lahvičkách dodávaných převážně do hotelů, Glass mohl pokračovat v práci reportéra.
Michael Kelly byl kvůli neshodám s vydavatelem v září 1997 odvolán z funkce. Editorem The New Republic se místo něj stal Chuck Lane. Stephen Glass však dál pokračoval v tvorbě a publikaci reportáží, které se později ukázaly jako částečně či zcela smyšlené. V lednu 1998 na jeden z jeho článků upozornili redaktoři magazínu Fortune. Nepodařilo se jim dohledat společnost HDT, která podle Glasse za 25 tisíc dolarů vysílala cestovatele do divočiny, kde nenápadně pozorovala jejich chování.

### Odhalení

Fiktivní hackerská konference se měla konat v centru Bethesdy

Na jaře téhož roku publikoval Glass reportáž nazvanou „Hack Heaven“ o hackerovi Ianu Restilovi. Patnáctiletý mladík podle něj úspěšně napadl servery softwarové společnosti Jukt Micronics, která jej následně najala jako svého bezpečnostního experta. Glass uvedl, že se zúčastnil Restilova vyjednávání o platových podmínkách a dalších benefitech, které proběhlo během národní konference hackerů v marylandské Bethesdě. Článek vzbudil pozornost v redakci internetové edice konkurenčního časopisu Forbes, jehož redaktorům se ale nepodařilo tvrzení z Glassovy reportáže ověřit. Nedohledali žádnou zmínku o Restilovi, společnosti Jukt Micronics ani o hackerské konferenci. Jako neověřitelné se ukázalo i tvrzení o tom, že 21 amerických států kvůli incidentu chystá přijetí zákonů, které by kriminalizovaly spolupráci mezi obchodními společnostmi a hackery.
Novinář Adam Penenberg kvůli článku kontaktoval Chucka Lanea, který následně zahájil i vlastní vyšetřování. Glass se svému nadřízenému snažil namluvit, že se stal sám obětí podvodu ze strany Iana Restila. Lane ho ovšem vyzval ke společné cestě do Bethesdy, kde se posléze ukázalo, že budova, ve které se hackerská konference měla údajně konat, byla v daný den zavřená. Nakonec si Lane vyžádal telefonní číslo do společnosti Jukt Micronics. Reportér angažoval svého bratra, aby roli zástupce firmy sehrál. Lane podvod odhalil a Glasse z redakce propustil.
Chuck Lane následně nařídil prověření všech textů, které Stephen Glass v časopisu publikoval. Rozsáhlé redakční šetření ukázalo, že nejméně 27 z celkového počtu 41 textů, které Glassovi vyšly, obsahuje smyšlené citace, jména neexistujících osob či popis událostí, které se vůbec neodehrály. Glassovy reportáže se pokusily ověřit i ostatní magazíny, pro něž pracoval. Během třinácti let od provalení celé kauzy se podle soudního spisu, jenž vznikl v souvislosti s Glassovou snahou stát se advokátem, podařilo odhalit celkem 43 vymyšlených článků, z nichž bylo 36 v časopisu The New Republic, tři v magazínu George, dva v Rolling Stone a jeden v titulu Policy Review.
Sám Glass navíc v roce 2015 přiznal, že na podvodu je založena i reportáž publikovaná v magazínu Harper's, v níž popisoval své údajné zkušenosti s prací senzibila na telefonu. Redakce článek vzápětí dementovala s komentářem, že je to poprvé za 165letou historii časopisu, kdy k takovému kroku přistupuje. Spolu s omluvným dopisem Glass do vydavatelství poslal i šek na 10 tisíc dolarů s komentářem, že vrací honorář za daný článek i s úroky (původně za text podle svých slov dostal 5 až 7 tisíc dolarů).

#### Soudní spor
Jedna z Glassových smyšlených reportáží se později dostala až před soud. Vedení protidrogového vzdělávacího programu D.A.R.E. (Drug Abuse Resistance Education) podalo žalobu za pomluvu, a to na reportéra a paralelně i na časopis Rolling Stone. Ten v roce 1998 otiskl Glassovu reportáž o programu. Text zpochybňoval jeho účinnost a obsahoval informace o údajném umlčování kritiků programu výhrůžkami, rozřezáváním pneumatik a nočními telefonáty. Glass o rok později přiznal, že si je vymyslel.
Žalobu proti Glassovi organizace nakonec stáhla na základě mimosoudního vyrovnání, v rámci kterého se autor písemně omluvil a zaplatil odškodnění ve výši 25 tisíc dolarů. Zároveň souhlasil s tím, že právníkům programu D.A.R.E. poskytne informace o procesu ověřování informací v redakci časopisu. Spor s vydavatelem časopisu pokračoval až do roku 2000, kdy soudkyně žalobu zamítla. Nebylo podle ní prokázáno, že by Rolling Stone lživé informace publikoval vědomě a se zlým úmyslem.

## Ohlasy
Provalení Glassových podvodů vyvolalo na americké mediální scéně hlasitou odezvu. Média si všímala mimo jiné i toho, že lži v reportáži o hackerech jako první odhalil reportér internetové odnože magazínu Forbes. Internetová žurnalistika byla v devadesátých letech teprve na počátku svého rozvoje. Skutečnost, že nesrovnalosti v produkci zavedeného tištěného časopisu odhalili právě zaměstnanci okrajové digitální platformy, proto ve své době upoutala značnou pozornost. V novinářské obci se zároveň rozvinula debata o významu interního ověřování všech údajů v článcích, které se redakce chystají publikovat.

### Filmové zpracování

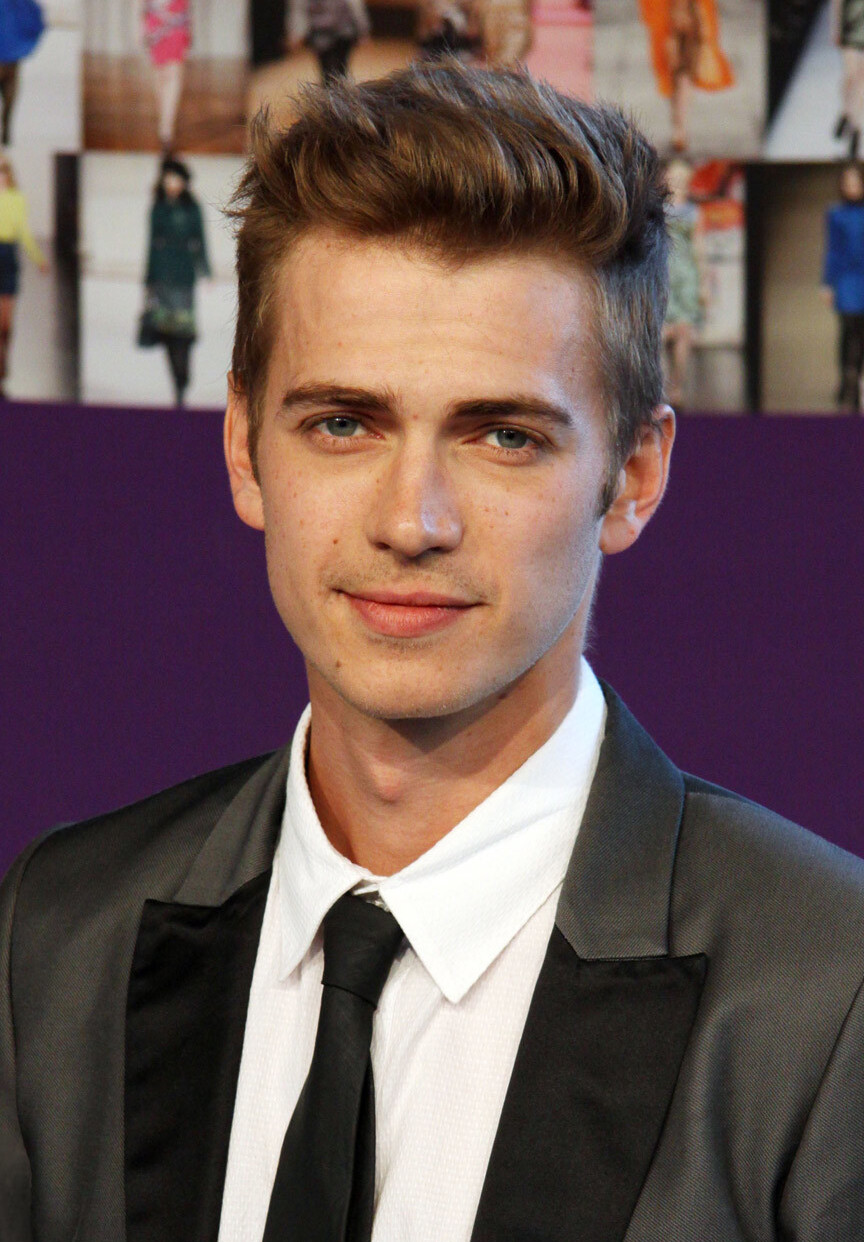
Hayden Christensen, který ve filmu ztvárnil Stephena Glasse

V roce 2003 uvedl režisér Billy Ray do kin filmovou adaptaci Glassovy kauzy, americko-kanadské drama Shattered Glass (český název Jak nezískat Pulitzera). Titulní roli v něm ztvárnil Hayden Christensen. Mezi novináři snímek vyvolal rozporuplné reakce, a to dokonce ještě před tím, než jej viděli první diváci. „Polovina novinářské branže se filmu nemohla dočkat, zatímco ostatní si přáli, aby vůbec nevyšel,“ konstatovala v lednu 2004 zástupkyně hlavního editora odborného časopisu American Journalism Review. Stála za tím především obava, že snímek znevěrohodní žurnalistiku jako celek. I podle filmového kritika Jamese Berardinelliho film „vyvolává otázku, jakou míru důvěryhodnosti bychom měli přiznávat našim každodenním zdrojům zpráv, pokud je takto snadné příběhy falšovat“.
Obecně přijala kritika snímek velmi kladně. Zejména díky hereckému výkonu Petera Sarsgaarda v roli editora Chucka Lanea získal 11 ocenění a nominaci na Zlatý glóbus.

#### Spolupráce aktérů na podobě snímku
Samotný Glass na scénáři filmu spolupracovat odmítl, stejné téma však samostatně zpracoval v románu The Fabulist. Ten je částečně autobiografický, jeho hlavní postavu autor pojmenoval Stephen Aaron Glass. Po vydání knihy a několika rozhovorech poskytnutých v rámci její propagace přestal veřejně vystupovat a neposkytoval žádné další interview. Jak ovšem v roce 2014 přiznal, zúčastnil se předpremiéry snímku.
Řekl, že filmu nemohl věnovat příliš pozornosti, jen sklopil zrak k vlastním nohám a plakal. Domnívá se, že část celého dramatu snímek zachytil velmi dobře, ale v jednom aspektu zcela selhává: „Ve filmu se zdá, jako kdybych z toho měl sám radost. Pro mne to ale nikdy nebyla legrace. Byl jsem úzkostlivý, vystrašený a deprimovaný. Navenek jsem působil vesele, ale uvnitř jsem necítil nic než úzkost.“ 
Hanna Rosinová, bývalá kolegyně Stephena Glasse
S filmaři přímo spolupracovali oba Glassovi nadřízení z redakce The New Republic – editor Michael Kelly (krátce před dokončením filmu však zemřel během zpravodajské práce v Iráku) a jeho nástupce Chuck Lane. Oba scénář chystaného snímku dostávali k opravě a připomínkování. Lane si po uvedení filmu pochvaloval míru, do jaké se tvůrci drželi reality. Přiznává však drobné odchylky.

### Kniha
Román, který Stephen Glass na motivy své kauzy vydal ve stejném roce, kdy byl uveden i film, zasazuje zápletku ohledně smyšlených reportáží do redakce fiktivního týdeníku The Washington Weekly. Podvody reportéra jménem Stephen Aaron Glass v něm na rozdíl od skutečnosti neodhalí redaktoři internetového portálu, ale prestižní magazín The Substance Monthly. Hlavní postava přijde o práci a vrátí se do rodného domu na předměstí Chicaga, kde se do příběhu vloží rodinné problémy. Glass později znovu přijíždí do Washingtonu, kde ho bývalí kolegové pronásledují ve snaze zjistit, co jej motivovalo k psaní smyšlených reportáží. Pod pohrůžkou zranění psa, kterého drží jeho někdejší přítel Cliff, nakonec Glass prohlásí: „Lhal jsem, protože jsem chtěl, aby mne lidé milovali.“
Samotný autor knihu označil za fikci, příběh je však líčen v první osobě a do značné míry totožná s realitou jsou i jména postav, například Glassových rodičů. Na tento rozpor upozornili i recenzenti, u nichž román na rozdíl od filmu úspěch nesklidil. „Říká se, že Glass už pracuje na druhém románu, ale ten první u čtenářů nedočkavost po dalším nevzbudí. Nechá je nicméně dumat, které pasáže jsou zcela autobiografické a které (pokud vůbec nějaké) jsou čistě výplodem autorovy fantazie,“ napsal Mark Lewis v magazínu Forbes. Kniha vyšla v nákladu 75 tisíc kusů, navzdory mediálnímu zájmu a uvedení filmu Shattered Glass ale u čtenářů propadla.

### Výuka novinářské etiky
Smyšlené reportáže Stephena Glasse se staly často využívaným studijním materiálem ve výuce novinářské etiky. Podobných případů se v dějinách žurnalistiky objevilo více, v době vydání filmu například ve Spojených státech rezonovala aféra podvodů v reportérské práci Jaysona Blaira z deníku The New York Times. Glassova kauza je však ve výuce snadno uchopitelným tématem diskuzí o etických standardech právě díky zfilmování, což vyzdvihuje například mediální teoretik a sociolog Brian McNair:
Filmy o žurnalistice jsou znamenitým úvodem do takových debat. Pro učitele je výhodou, že v nich často vystupují jména a tváře známé generaci studentů, kteří vyrostli v éře celebrit a drbů ze showbusinessu. (...) Chcete se třídou vést diskuzi o podvodech v novinářské práci? Zkuste Shattered Glass s tím chlápkem ze Star Wars (Hayden Christensen) v titulní roli.
Brian McNair